# 파리 제3대학교
파리 제3대학교(프랑스어: Université Paris-III)는 프랑스의 파리에 있는 대학교이다. 소르본 누벨 대학교(Université Sorbonne Nouvelle)라고도 불린다. 문학과 예술, 인문과학 계열의 17개 학과가 있으며, 언어와 문학 계열 학과가 유명하다. 원래 13세기에 신학자 로베르 드 소르봉이 설립한 유명한 신학대학이었으나 1970년에 프랑스 정부가 파리 대학교와 파리 지역에 있는 여러 대학을 통합해 13개 대학으로 개편하면서 파리 제3대학교가 되었다.

## 같이 보기
- 프랑스의 교육
- 신 파리 대학교